# دیوید آر نیگرن
 دیوید آر نیگرن (انگلیسی: David R. Nygren؛ زاده ۱۹۳۸) یک دانشمند اهل ایالات متحده آمریکا است.